# Милнер-Скаддер, Нехе
Не́хе Ми́лнер-Ска́ддер (англ. Nehe Milner-Skudder, родился 15 декабря 1990) — новозеландский регбист, выступающий за сборную Новой Зеландии на позиции крайнего трёхчетвертного. Чемпион мира по регби (2015).

## Карьера
Регбийную карьеру Милнер-Скаддер первоначально начал в качестве игрока в регбилиг. В 2009 и 2010 годах он играл в Сиднее за молодёжный состав клуба НРЛ «Кентербери Бульдогс». В 2011 году вернулся в Новую Зеландию, где подписал контракт с командой «Манавату», которая выступает в Кубке ITM.
Удачное выступление на местном уровне привлекло к Милнеру-Скаддеру внимание команды Супер Регби «Харрикейнз», в основной состав которой он попал в 2015 году. В первом же сезоне в Супер Регби Нехе вышел со своей командой в финал, но в решающей игре «Харрикейнз» уступили «Хайлендерс» 14-21.
В 2014 году Милнер-Скаддер вызывался в сборную маори, а в 2015 году был вызвал в состав сборной Новой Зеландии. Дебютировал в составе «All Blacks» 8 августа 2015 года во время игры с Австралией в рамках чемпионата регби. В дебютной игре он совершил две попытки, однако новозеландцы проиграли 19-27.
После такого дебюта в сборной Милнер-Скаддер вошёл в состав сборной на чемпионат мира. Там он играл в качестве основного левого вингера и отметился шестью попытками за турнир (по две Намибии и Тонга и по одной в четвертьфинале французам и в финале австралийцам). По итогам турнира новозеландец стал чемпионом мира, а также был признан лучшим в номинации «Прорыв года».
Выпускник Университета Мэсси.